# カノン (手塚治虫の漫画)
『カノン』は手塚治虫の漫画作品。および、漫画を原作とするテレビドラマ、舞台。

## 概要
1974年に『漫画アクション』（双葉社）8月8日号に掲載された。
自身の戦争経験を色濃く反映して描いている。
2000年4月13日にテレビ朝日系列にて『手塚治虫劇場』というタイトルで「るんは風の中」「ふしぎなメルモ」と共にドラマ化された。

## あらすじ
主人公の加納（カノンは加納のあだ名でもある）はある日、廃校になった小学校のクラス会に30年ぶりに招待された。懐かしい風景を通りながら学校に着くと、なぜか小学生のままの同級生と初恋の相手だった先生の姿が。そして加納は、自身の小学校時代の悪夢のような出来事を次第に思い出していく。

## テレビドラマ
2000年4月13日、『手塚治虫劇場』の中の一作としてドラマ化された。
キャスト
- 緒形拳
- 富田靖子
- 大石恵
- 谷啓
- 奥村公延
- 有福正志
- 浅沼晋平
- 草見潤平

スタッフ
- 脚本：矢島正雄
- 監督：上川伸廣

## 舞台
劇団民話芸術座創立40周年記念公演として2016年8月に東京芸術劇場シアターウエストで公演された。
キャスト
出演
- 柴田秀勝
- 河西健司
- 松山鷹志
- 井上和彦（声の出演）
- 道脇広行
- 松野朋子

スタッフ
- 脚本・演出：小村哲生

## 朗読パフォーマンス
2017年3月に横浜芸術アクション事業の一環として『デーモン閣下の邦楽維新Collaboration 手塚治虫「カノン」』が横浜みなとみらいホール小ホールで公演される。
出演者
- デーモン閣下（朗読、歌唱）
- 三橋貴風（尺八）
- 外山香（二十絃箏）
- 首藤久美子（薩摩琵琶）
- 久本桂子（十七弦箏）

スタッフ
- 脚本：デーモン閣下
- プロデュース：三橋貴風

## 収録書籍情報
- 『タイガーブックス』3巻（講談社、手塚治虫漫画全集123、1978年）
- 『カノン』（大都社、1989年、ISBN 978-4886533678）
- 『時計仕掛けのりんご - The best 5 stories by Osamu Tezuka』（秋田書店、秋田文庫、1994年、ISBN 4253169953）
- 『ワンダー手塚治虫ランド』（マガジンハウス、BRUTUS図書館、1999年、ISBN 978-4838782147）
- 『手塚治虫恐怖短編集5「妖しの怪談編」』（講談社、講談社漫画文庫、2001年、ISBN 978-4063601169）
- 『タイガーブックス』2巻（講談社、手塚治虫文庫全集116、2011年、ISBN 978-4063738162）